# Scooby-Doo: Začátek
Scooby-Doo: Začátek (v anglickém originále Scooby-Doo! The Mystery Begins) je americký televizní komediální hororový mysteriózní film z roku 2009, který natočil režisér Brian Levant. Postava Scooby-Doo byla vytvořen pomocí počítačové grafiky a jeho hlas propůjčil Frank Welker, který byl členem hereckého obsazení původního animovaného seriálu. Pokračování Scooby Doo! Prokletí nestvůry z jezera mělo premiéru v říjnu 2010.

## Děj
Příběh začíná v době, kdy se tato parta odhalující záhady ještě neznala. Pomocí několika náhod, středoškolské záhady a křivého obvinění jsou všichni neprávem obvinění. Spojí se proto dohromady, aby očistili své jméno a odhalili středoškolskou záhadu sužující místní studenty.

## Obsazení
- Kate Melton jako Daphne Blake
- Hayley Kiyoko jako Velma Dinkley
- Robbie Amell jako Fred Jones
- Nick Palatas jako Norville "Shaggy" Rogers
- Frank Welker jako dabing Scooby-Doo
- Shawn Macdonald jako ředitel Deedle/temný přízrak
- Gary Chalk jako zástupce ředitele Grimes
- Leah James jako Prudence Prufrock
- Brian Sutton jako Ezekiel Gallows
- C. Ernst Harth jako školník Otis
- Lorena Gale jako knihovnice

## Produkce
Natáčení probíhalo od 4. srpna 2008 ve Vancouveru v Britské Kolumbii, včetně Templetonské střední školy.
Autorem hudby je David Newman, který již dříve složil hudbu k filmům Scooby-Doo (2002) a Scooby-Doo 2: Nespoutané příšery (2004).

## Vydání
Film odvysílal Cartoon Network 13. září 2009. Společnost Warner Home Video jej vydala na DVD a Blu-ray 22. září 2009.